# Vesicularia marginata
Vesicularia marginata là một loài Rêu trong họ Hypnaceae. Loài này được Thér. mô tả khoa học đầu tiên năm 1909.